# Champart
Le champart est une redevance du paysan due au seigneur, à l'Époque féodale et sous l'Ancien Régime, qui consiste à prélever une part de la récolte, à céder au seigneur. Il est prélevé après la dîme due au clergé. En tant que redevance, il représente une partie ou la totalité du cens appliqué à une tenure.
Le bénéficiaire est appelé « champarteur ».

## Historique
Selon les provinces, il s'appelle : arrage, gerbage, parcière, tasque (en Provence), terrage, soyeté.
Dans le Nord, on utilise généralement le terme terrage, et plus rarement l'expression de droit de soyeté. Le champart ou terrage caractérisait le Hainaut et le Cambrésis. Il était inconnu dans une partie de la Flandre wallonne et en Flandre maritime.
C'est un prélèvement en nature effectué par le seigneur sur les terres roturières lorsqu'elles sont en culture, le plus souvent sur les céréales (plus faciles à conserver), en moyenne une gerbe sur huit. Le bénéficiaire devait venir le « quérir » (chercher). On ne pouvait réclamer les arriérés non-perçus.
En Provence, ce droit variait entre 1/25e et au maximum, 1/6e des récoltes.
À partir du XVIe siècle, il est souvent converti en cens payé en argent de valeur équivalente, en particulier en Île-de-France. Des champarts en nature se perpétuent cependant jusqu'à la Révolution, par exemple en Bourgogne.

## Exemple
- Achères-la-Forêt : 
Les seigneurs levaient le droit de champart qui consistait à Achères-la-Forêt dans la 18e gerbe de toute espèce de grains. Il existe un édit de 1458 interdisant sous peine d'amende et de prison d'enlever les récoltes avant de prévenir le champarteur. 
Les habitants de La Chapelle-la-Reine, d'Achères et de Meun ont fait à la fin d'août 1789 une manifestation contre les percepteurs des droits de champart, et ont permis ainsi la fin de la perception des droits de champart et des dîmes dans la seigneurie d'Achères, de Meun et de La Chapelle-la-Reine.